# Скляр Ірина Вільївна
Іри́на Ві́льївна Скля́р — український педагог, заслужений вчитель України, вчитель інформатики вищої категорії.
Завідувач кафедри інформатики Природничо-наукового ліцею №145 Печерського району міста Києва, вчитель-методист.
Директор Школи програмування та інформаційних технологій.
Кавалер орденів «За заслуги» ІІ та ІІІ ступенів.